# Daïra d'Aïn Merane
La daïra d'Aïn Merane est une daïra d'Algérie située dans la wilaya de Chlef et dont le chef-lieu est la ville éponyme de Aïn Merane.

## Localisation
La daïra d'Aïn Merane est située au Nord-Ouest de la wilaya de Chlef.

## Communes de la daïra
La daïra d'Aïn Merane est composée de deux communes : Aïn Merane et Harenfa.